# Grosourdya incurvicalcar
Grosourdya incurvicalcar är en orkidéart som först beskrevs av Johannes Jacobus Smith, och fick sitt nu gällande namn av Leslie Andrew Garay. Grosourdya incurvicalcar ingår i släktet Grosourdya och familjen orkidéer. Inga underarter finns listade i Catalogue of Life.